# COMPLETE SINGLE COLLECTION SINGLES
『COMPLETE SINGLE COLLECTION 『SINGLES』』（コンプリート・シングル・コレクション「シングルズ」）は、BLANKEY JET CITYの6作目のベスト・アルバム。ユニバーサルミュージックから2013年3月27日に発売された。

## 概要
BLANKEY JET CITY初となるコンプリート・シングル・コレクション。SHM-CD規格。

## 収録曲

### DISC 1
1. 不良少年のうた
2. TEXAS
3. 冬のセーター
4. 悪いひとたち
  - ベストアルバム「THE SIX」収録の完全バージョン。
5. 青い花
6. 風になるまで
7. Girl
8. 自由
  - 「Girl」との両A面。
9. くちづけ
10. MY WAY
  - 過去ウォークマンのCMで使用された楽曲。
  - 初音源化によるボーナス・トラック。

### DISC 2
1. ガソリンの揺れかた
2. 左ききのBaby
3. 赤いタンバリン
4. 小さな恋のメロディ
5. ダンデライオン
6. SWEET DAYS
7. DERRINGER
  - 「SWEET DAYS」との両A面。
8. ペピン
  - アルバム初収録。
9. SEA SIDE JET CITY
10. SATURDAY NIGHT